# Conservatrix
Nederlandsche Algemeene Maatschappij van Levensverzekering “Conservatrix" N.V. is een levensverzekeringsmaatschappij, gevestigd te Utrecht. Het woord 'conservatrix' is Latijn en betekent 'beschermster'. Conservatrix is sinds 1872 op de Nederlandse markt actief. Op 8 december 2020 werd het bedrijf failliet verklaard.

## Geschiedenis
Het bedrijf werd als “Algemeene Maatschappij van Geldelijke Uitkeering N.V.“ opgericht in 1869 in Hotel Leijgraaff aan het Westplein in Rotterdam, in aanwezigheid van de burgemeester van Voorburg, een geneesheer te Overschie en een assuradeur en koopman uit Alphen aan den Rijn die met het bedrijf begon.
Drie jaar later, op 5 december 1872, wordt het Koninklijk Besluit getekend, dat destijds vereist was om een levensverzekeringbedrijf uit te oefenen. Als vestigingsplaats wordt Schiedam gekozen. Vanuit Schiedam verhuist Conservatrix via Rotterdam (Jufferstraat en Crooswijcksekade) naar Amsterdam (1882) waar men panden betrekt in onder meer de Van Baerlestraat en aan de Keizersgracht.
In de eerste jaren van het bedrijf vinden er diverse naamswijzigingen plaats, die ten slotte in 1884 de naam oplevert die de onderneming ook in de eenentwintigste eeuw nog draagt: Nederlandsche Algemeene Maatschappij van Levensverzekering “Conservatrix" N.V. Als verkorte naam, zij het niet officieel geregistreerd als handelsnaam, wordt ook wel Conservatrix Levensverzekeringen gebruikt, of alleen Conservatrix.
Tussen 1920 en 2017 was Conservatrix gevestigd in 'Huize Canton' in Baarn. Onder de voormalige directeuren van het bedrijf bevinden zich leden van de familie Henny. Na de overname door Trier verhuisde het bedrijf naar Utrecht. 

## Financiële problemen
Sinds 2015 sluit Conservatrix geen polissen meer af met nieuwe klanten – een te geringe solvabiliteit noopte het bedrijf om zich te concentreren op de bestaande klanten.

### Onteigening door DNB in 2017
In 2017 besloot De Nederlandsche Bank (DNB) na enige jaren steggelen met de eigenaren tot het zware middel van een overdrachtsplan, waarbij Conservatrix gedwongen een andere eigenaar kreeg omdat er volgens DNB sprake was van een 'gevaarlijke ontwikkeling van de solvabiliteit'. Met goedkeuring van de rechter en van de minister van Financiën mocht het bedrijf Trier Holding (op haar beurt eigendom van Eli Global) Conservatrix kopen voor één euro. In ruil daarvoor beloofde Trier om de kapitaalbuffers van Conservatrix te versterken met 88 miljoen euro. De familie Henny werd daarmee aan de kant gezet. De familie Henny is in beroep gegaan tegen de maatregel van DNB. In mei 2019 verwierp de Hoge Raad alle bezwaren van de familie, de gedwongen overdracht van de aandelen op last van DNB is daarmee rechtmatig gebeurd.
Na de overname deed de nieuwe eigenaar een bescheiden kapitaalinjectie en sloot een herverzekering af voor een deel van de portefeuille van Conservatrix. Deze tegenpartij was Colorado Bankers Life Insurance Company (CBL), ook een onderdeel van Eli Global. Met deze actie daalden de verzekeringsverplichtingen en verbeterde de solvabiliteit van Conservatrix. In augustus 2018 bleek dat CBL een deel van de herverzekerde portefeuille eerder dat jaar via retrocessie had ondergebracht bij Bankers Reinsurance Group Limited, die is gevestigd op Barbados en ook een onderdeel is van Eli Global. Voor deze transactie was geen goedkeuring van DNB noodzakelijk.
In april 2019 werd de Amerikaanse eigenaar van Eli Global aangeklaagd voor pogingen om de verzekeringstoezichthouder in North Carolina om te kopen. Greg Lindberg bood honderdduizenden dollars aan campagnedonaties aan in ruil voor een gunstigere behandeling van zijn verzekeringsbedrijven. Verder staat in de aanklacht dat Lindberg ongebruikelijk veel geld van zijn verzekeringsbedrijven gebruikte om nieuwe bedrijven te starten en over te nemen. In augustus 2020 werd Lindberg hiervoor veroordeeld tot een celstraf van 87 maanden. Op 27 juni 2019 ontnam de toezichthouder in North Carolina CBL de zelfstandige beschikkingsbevoegdheid over haar vermogen. In september 2019 werd Conservatrix te koop gezet.
De belangstelling was gering omdat de financiële buffers flink aangevuld moeten worden. In mei 2020 werd duidelijk dat de verzekeringsmaatschappij zowel een negatief eigen vermogen als negatieve solvabiliteit heeft. Het kabinet besloot op 13 mei 2021 een evaluatiecommissie in te stellen, die ook de rol van DNB en het ministerie van Financiën gaat onderzoeken.

### Faillissement en polishouders worden gekort
Op 8 december 2020 werd bekend dat de maatschappij die dag failliet was verklaard op verzoek van DNB en dat de 80.000 polishouders zouden worden gekort. Er is onvoldoende kapitaal beschikbaar om alle beloften na te komen. Er is een stichting opgericht die de belangen van de polishouders wil behartigen. De vorige failliete verzekeraar betrof in 1993 Vie d'Or. De curatoren verwachten de rechten van de polishouders met 10 tot 40% te moeten gaan korten. In november 2021 kwamen de curatoren met het bericht dat de korting op de uitkeringen maximaal 20% zal bedragen.
De polishouders zijn gedupeerd en voelen zich belazerd. De Amerikaanse eigenaar wijst naar de rol van DNB. De Tweede Kamer buigt zich over de zaak op 8 februari 2021. Op verzoek van Pieter Omtzigt wordt de ministeriële externe evaluatie uitgebreid tot en met  2014, het jaar waarin de DNB de solvabiliteitseis verhoogt naar 130% in voorbereiding op de nieuwe solvabiliteitsrichtlijn Solvency II. In alle overige landen van Europa werd gebruikgemaakt van de 16-jarige overgangsregeling. Op 13 oktober 2021 noemt het FD de ondergang van Conservatrix crimineel. In een reconstructie toont Het Financieele Dagblad aan dat DNB al in 2015 is gewaarschuwd over Lindberg waartegen op dat moment 20 rechtszaken liepen.
Op 14 december 2021 heeft de minister van Financiën het rapport van de Evaluatiecommissie Conservatrix naar de Tweede Kamer gestuurd. DNB zou te laat hebben ingegrepen.
Op 22 juli 2022 kwam naar buiten dat curatoren de portefeuille van circa 70.000 polissen per 1 januari 2023 zouden overgedragen aan een voormalige DSB-dochter Waard Leven. De curatoren hadden in 2021 een flinke winst van € 71 miljoen geboekt met de boedel. De verwachting is inmiddels dat de korting op de polissen (premiebetalende verzekering met kapitaalopbouw) 10 tot 11% zal gaan bedragen. Deze korting van 10-11% geldt voor de reeds opgebouwde (gespaarde) waarde. Voor de resterende looptijd en nieuw in te leggen premies vervalt het afgesproken rendement van veelal 3-4% en wordt vervangen door een - niet gegarandeerd - 0,55%. Over een resterende looptijd van zo'n 10 à 15 jaar resulteert dit in een groter financieel gat dat ver boven de in de pers genoemde 10-11%. Spaarders zijn direct 10-11% van het spaargeld kwijt.
In oktober 2023 kwam naar buiten dat de Nederlandse curatoren een claim bij de oude eigenaar Greg Lindberg van € 150 miljoen hebben neergelegd bij een rechtbank in Noord-Carolina. Dit naar aanleiding van het eerdere  definitieve oordeel van de Hoge Raad.

## Eigendomsstructuur
Moederbedrijf van Conservatrix Levensverzekeringen was – tot de ingreep van DNB – de Conservatrix Groep (oorspronkelijk Conservatrix Groep B.V., sinds ongeveer 2015 het in Luxemburg gevestigde Conservatrix Groep S.à.r.l.). Deze holding was ook eigenaar (enig aandeelhouder) van:
- N.V. Nederlandse Uitvaart Verzekering Maatschappij N.U.V.E.M.A.
- Hooghenraed Levensverzekeringen N.V.
- Nijzoon B.V.

Alle aandelen van Conservatrix Groep S.à.r.l. zijn op hun beurt in het bezit van Stichting Administratiekantoor Aandelen Conservatrix Exploitatiemaatschappij, statutair gevestigd te Baarn.

## Trivia
In de oude beerput van Huize Canton werd in 1961 het lichaam van de vermoordde Theo Mastwijk gevonden. Dit ging de geschiedenis in als de  Baarnse moordzaak.